# Dějiny Indonésie

Státní znak Indonéské republiky

Národní stát, známý v moderní době jako Indonésie, se skládá z 17 508 ostrovů, z nichž je více než 6 000 obydlených. Tento ostrovní stát byl v historii ovlivněn a formován řadou vládců a vlád, kolonizací a různými událostmi a krizemi, jako jsou přírodní katastrofy nebo občanské války.

## Prehistorie

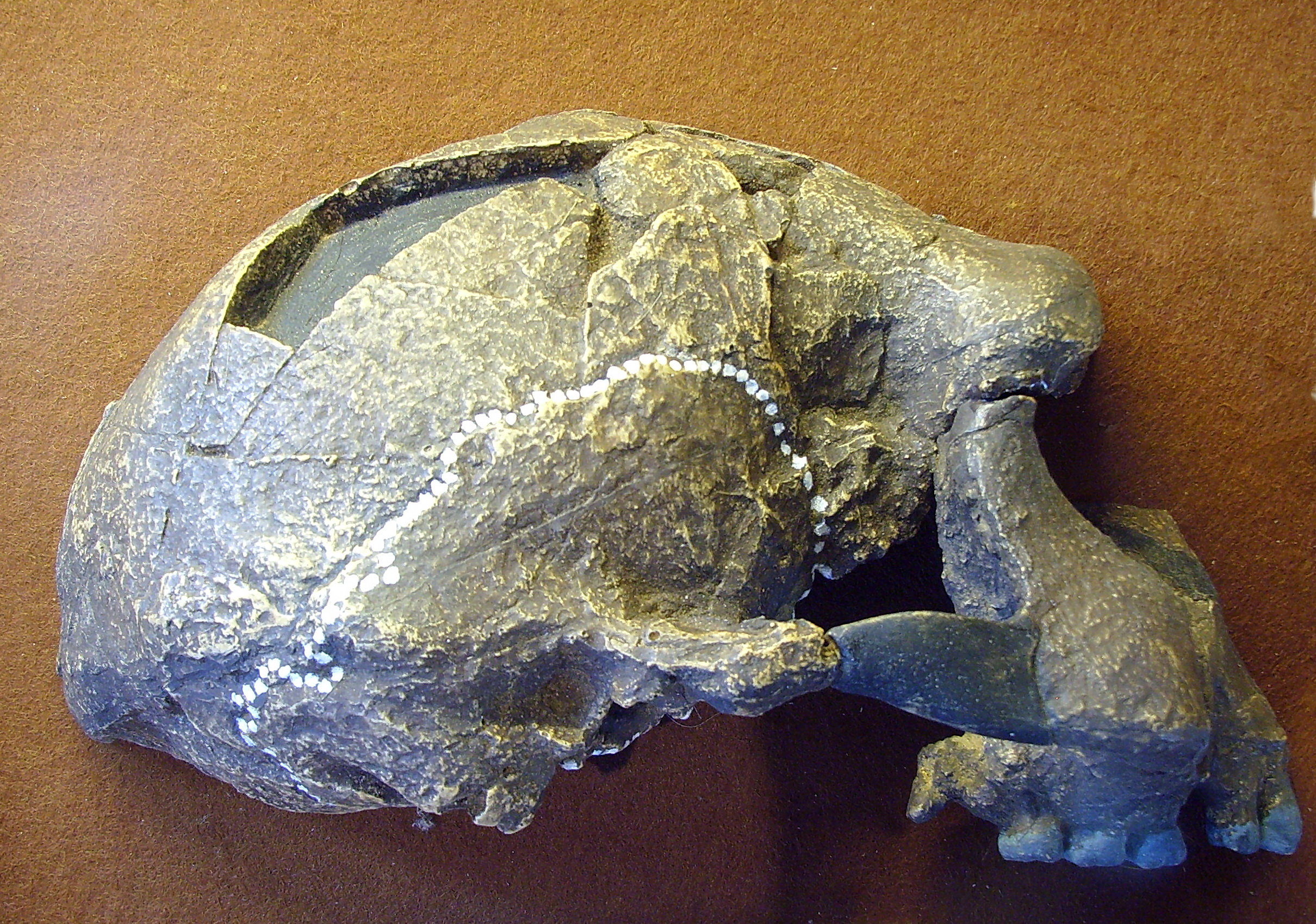
Replika lebky jávského člověka objevená v Sangiranu

Fosilní pozůstatky Homo erectus, někdy nazývaného Jávský člověk, naznačují, že Indonéské souostroví bylo obydleno před 2 miliony až půl milionem let. První fosilie jávského člověka byly objeveny nizozemským anatomem Eugènem Duboisem v Trinilu v roce 1891 a jsou staré nejméně 700 000 let. Další zkameněliny podobného stáří byly nalezeny v Sangiranu ve 30. letech 20. století antropologem Gustavem Heinrichem Ralphem von Koenigswaldem, který ve stejném období také odkryl zkameněliny v Ngandongu spolu s pokročilejšími nástroji, jejichž stáří bylo v roce 2011 odhadnuto na 550 000 až 143 000 let. V roce 2010 byly na Floresu objeveny kamenné nástroje, které byly zařazeny do doby před 1 milionem let. Jedná se o nejstarší pozůstatky lidské námořní technologie. V Indonésii byl nalezen i nejstarší důkaz lidské umělecké aktivity, jde o diagonální lepty vytvořené za pomoci žraločího zubu. Byly objeveny v roce 2014 na 500 000 let staré zkamenělině škeble.
V roce 2003 byly na ostrově Flores objeveny zkameněliny 1,1 m vysokého hominida, jehož stáří bylo určeno na 74 000 až 13 000 let. Objev vzbudil velké překvapení vědecké komunity. Tento nově objevený hominid byl pojmenován Floresský člověk neboli Homo floresiensis. Fylogenetická analýza publikovaná v roce 2017 naznačuje, že Homo floresiensis pocházel ze stejného předka jako Homo habilis. Vědci z toho usuzují na velmi ranou migraci z Afriky. Moderní člověk zde byl před více než 60 tisíci lety.

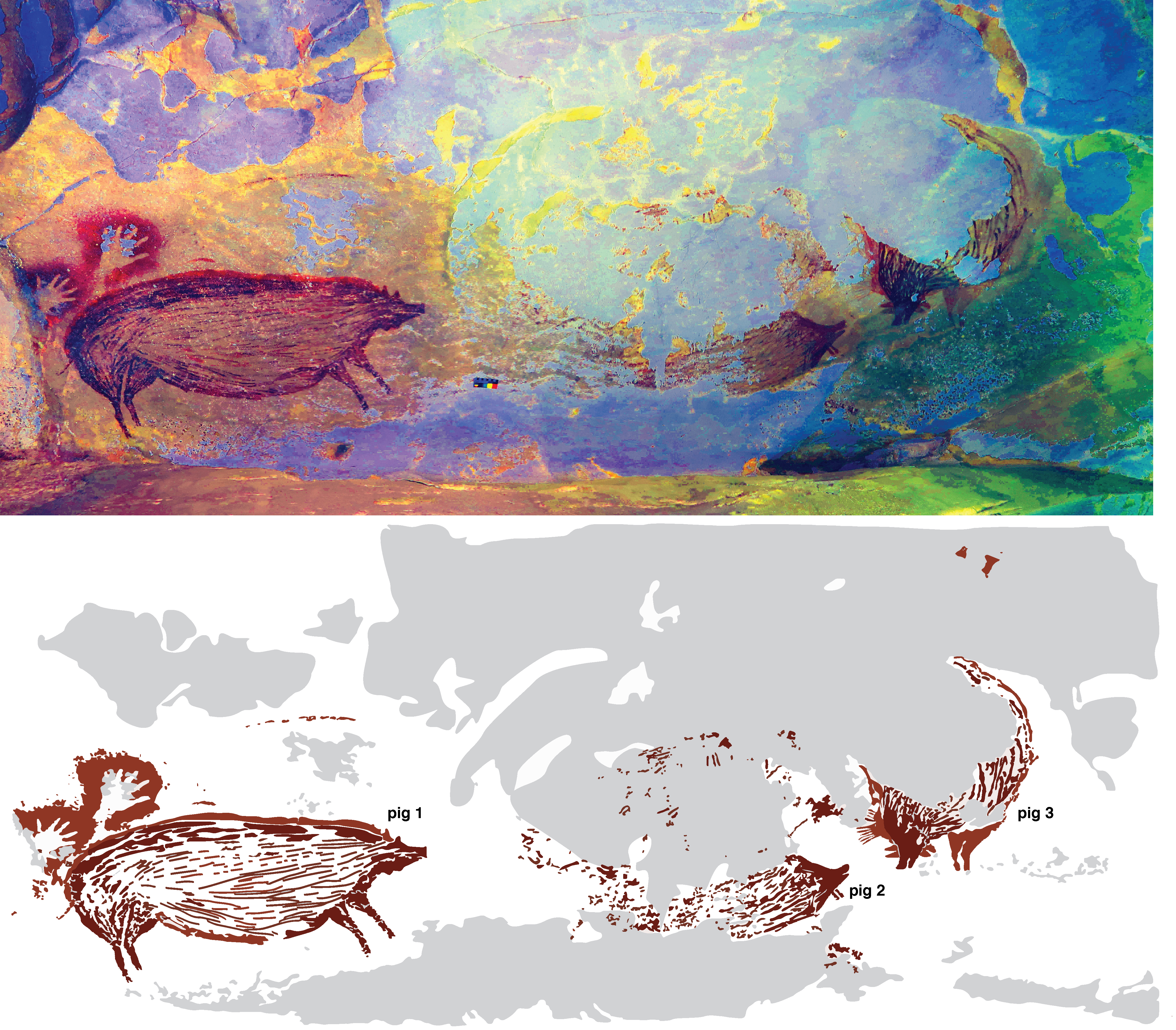
Prehistorické malby z Leang Tedongnge

Homo sapiens se do této oblasti dostal asi před 45 000 lety, patrně po moři z Asie. V listopadu 2018 vědci oznámili objev tehdy nejstarší známé figurativní umělecké malby, staré více než 40 000. Šlo o malbu neznámého zvířete, nalezena byla v jeskyni Lubang Jeriji Saléh na indonéském ostrově Borneo. Dne 11. prosince 2019 oznámil tým vědců vedený Dr. Maximem Aubertem objev nejstarších loveckých scén v prehistorickém umění na světě. Malby lovu prasete a buvola jsou staré více než 44 000 let a našly se ve vápencové jeskyni Leang Bulu' Sipong 4. Dne 3. července 2024 zveřejnil časopis Nature výsledky výzkumu, které naznačují, že jeskynní malby, které zobrazují antropomorfní postavy interagující s prasetem v Leang Karampuang jsou staré přibližně 51 200 let, což z nich činí nejstarší známé malby na světě. Okolo roku 3000 př. n. l. se na ostrovech začínají objevovat megalitické sochy. Kultura, která je vytvořila, je ovšem stále značně záhadná.
Austronésané, kteří v současnosti tvoří většinu populace, migrovali do jihovýchodní Asie z Tchaj-wanu. Do Indonésie dorazili okolo roku 2000 př. n. l. a s rozšiřováním po souostroví začali vytěsňovat domorodé melanéské obyvatelstvo do oblastí na východě. Z Vietnamu se na indonéské ostrovy rozšířila kultura Dong Son. Přinesla s sebou techniky pěstování rýže na mokrých polích, rituální obětování buvolů, odlévání bronzu, megalitické stavby a metody tkaní ikat. Díky ideálním podmínkám pro zemědělství (vydatné deště a sopečná půda) a zvládnutí pěstování rýže již okolo roku 800 př. n. l. se mohly rozvíjet vesnice a města, které nakonec daly základ prvním královstvím v 1. století př. n. l. Svědectvím je například hliněná keramika kultury Buni, jež vzkvétala v pobřežních severních oblastech Západní Jávy a Bantenu kolem let 400 př. n. l. až 100.
Díky strategickému umístění Indonésie rostl jak obchod mezi ostrovy, tak i mezinárodní obchod. Obchodní spojení s Indií a Čínou bylo navázáno několik století př. n. l. Od té doby hrál obchod v indonéské historii zásadní roli.

## První státy

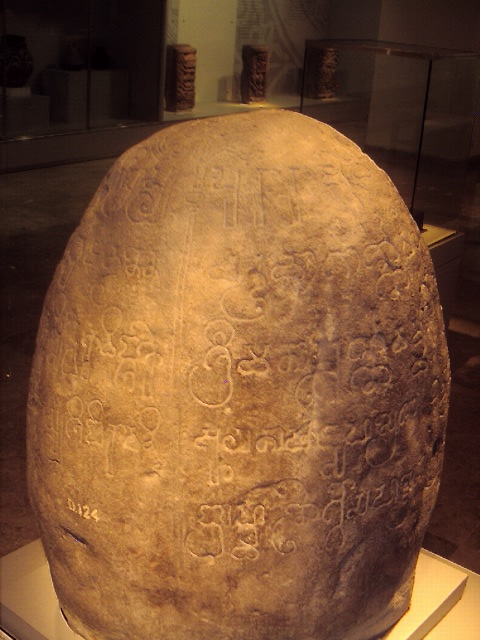
Pamětní kámen krále Purnawarmana

Indičtí učenci datují vznik Jávského království (vyznávajícího hinduismus) do roku 200 př. n. l.. Nejstarší archeologická památka tohoto království, zvaného též Salakanagara, pochází z národního parku Ujung Kulon v západní Javě, kde byla na vrcholu hory Raksa na ostrově Panaitan nalezena časná hinduistická socha Ganéšy, patrně z 1. století. Salakanagara byla silně ovlivněna indickou kulturou. Pozdní indické zdroje tvrdí, že království bylo založeno indickými obchodníky (spis Pustaka Rajya-rajya I Bhumi Nusantara ze 17. století). Existenci království potvrzují i některé čínské zdroje, jinak se ale nedochovaly takřka žádné doklady. Podle Pustaka Rajya Rajya i Bhumi Nusantara založil království Ind Aki Tirem a vládlo mu postupně osm králů, přičemž všichni nesli jméno Dewawarman (Dewawarman I.–VIII.)
Království Salakanagara bylo vytlačeno novým státem v oblasti, královstvím Tarumanagara (či též Taruma). Existovalo v letech 358–669. Jeho král Purnawarman v 5. století nechal vytvořit nejstarší známé nápisy na území Indonésie. V roce 397 Purnawarman založil nové hlavní město království a nazval ho Sunda Pura, což znamená Svaté město. Nacházelo se na severu dnešní Džakarty. Král nechal vytvořit sedm pamětních kamenů s nápisy nesoucími jeho jméno, ve kterých prosí hinduistická božstva o přízeň při vysušování oblastí a stavbě kanálů. Další krále Tatumu známe jen jmény, patrně ale byli všichni ze stejné dynastie.

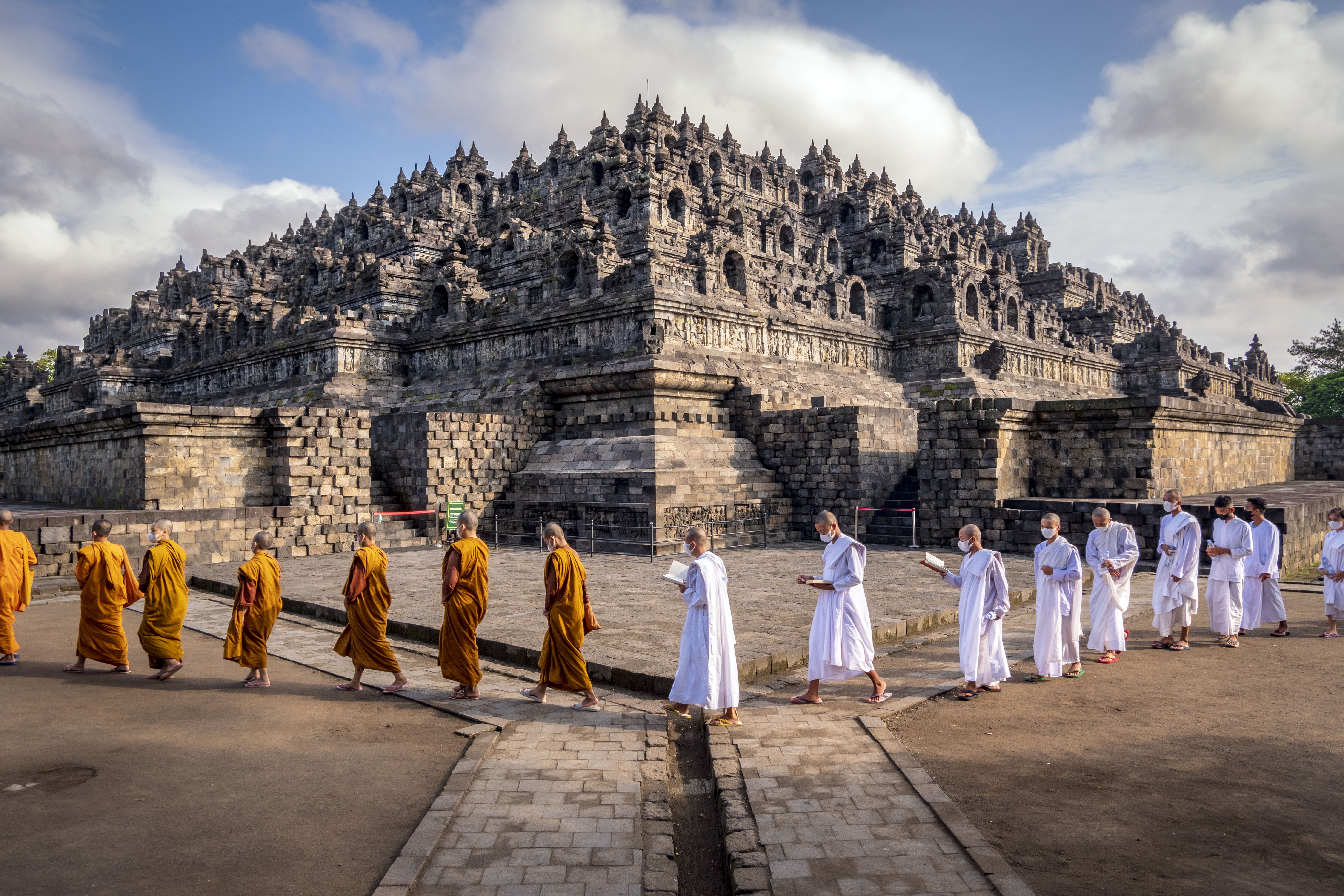
Borobudur, největší buddhistický chrám na světě

Království Medang zažilo svůj vrchol mezi 8. a 10. stoletím. Vzniklo ve středu Jávy kolem dnešní Yogyakarty. Ovládalo ho dynastie Sailendra, později dynastie Sanjaya. Král Sri Sanjaya zanechal nápisy na kamenech. Monumentální hinduistický chrám Prambanan v blízkosti Yogyakarty byl postaven králem Pikatanem. Významnou památkou je také chrámový komplex Borobudur. Král Dharmawangsa nařídil v roce 996 překlad Mahábháraty do javánštiny. Centrum království bylo přesunuto z centrální Jávy na východ ostrova králem Mpu Sindokem, možná kvůli výbuchu sopky Merapi. Říše se stala dominantní mocí nejen na Jávě, ale také na Bali, v jižním Thajsku, na Filipínách a v Kambodži. Královská dynastie se rozdělila do dvou, buddhistické a šivaistické. To vedlo k občanské válce a následnému rozdělení státu. Šivaistická dynastie vládla nadále království Medang, buddhistická dynastie založila království Šrívidžaja na Sumatře. Nepřátelství mezi nimi skončilo až v roce 1006, kdy byla dynastie v Medangu smetena vzpourou. Říše Šrívidžaja pak oblast ovládla. Přesto šivaistická dynastie přežila, ovládla roku 1019 část území na východní Jávě a poté Kahuripanské království na Bali.

Vrcholná rozloha Madžapahitská říše ve 14. století

Království Šrívidžaja bylo etnicky malajské. Centrum mělo v dnešním Palembangu, šlo o klasickou obchodní námořní říši, která se držela při pobřeží a neusilovala o ovládnutí velkého území. Šrívidžajské námořnictvo kontrolovalo obchod v Malackém průlivu a nakonec ovládlo takřka celý obchod s kořením v oblasti. Série nájezdů jihoindických Čólů v 11. století však hegemonii Šrívidžaje zničila. Za definitivní konec bývá označován rok 1414, kdy Parameswara, poslední princ království, uprchl do Temasiku a pak do Malakky. Jeho syn pak konvertoval k islámu a založil Malacký sultanát na Malajském poloostrově.
Ve 13. století vzniklo na východě Jávy hinduistické království Madžapahit, jehož vliv se rozšířil do většiny Indonésie. Toto období je někdy označováno za „zlatou éru“ indonéských dějin. Vrcholu moci říše Madžapahit dosáhla za vlády rádži Hayama Wuruka (panoval v letech 1350–1389) a jeho prvního ministra Gajah Mady. Podle Nagarakretagamy (také jako Desawarnana, dílo z roku 1365 oslavujicí Hayama Wuruka) bylo na jávském centru říše závislých téměř sto států od Sumatry po Novou Guineu.

## Příchod islámu do Indonésie
Od počátků islámu muslimové cestovali v rámci obchodu na území Indonésie, první Indonésané konvertovali k islámu v jedenáctém století. Vzhledem k toleranci ostatních náboženství (buddhismu a hinduismu) se islám poměrně rychle šířil a už v šestnáctém století ho vyznávala většina populace. Velkou úlohu v tom jistě sehrálo v průběhu 15. století přijetí islámu dvěma největšími říšemi v Indonésii, totiž Malackým sultanátem a Majapahitem, respektive jeho nástupnickým státem Demak. Islám je dosud nejrozšířenějším náboženstvím v Indonésii (86% v roce 2000), indonéští muslimové se počítají k nejtolerantnějším. Většina tamních muslimů patří k sunnitské větvi, šíitů je minimum, pouze asi 100 000.

## Kolonizace
První Evropan, který navštívil Indonésii, byl Portugalec Francisco Serrão v roce 1512. Za koloniální éry však byla Indonésie doménou Holanďanů. Největší vliv tam měla nizozemská Východoindická společnost, založená v roce 1602. Formálně ale byly indonéské státečky (jako např. jávský sultanát Mataram) stále nezávislé, neboť koloniální nadvláda Nizozemí byla vyhlášena až roku 1800 vytvořením Nizozemské východní Indie.
Indonéské osvobozenecké hnutí začalo až roku 1908, kdy byl založen nacionalistický spolek Budi Utomo (tj. Čisté úsilí). V následujících letech bylo založeno mnoho menších skupin (nejvýznamnější se stala Indonéská nacionalistická strana, vedená pozdějším prezidentem Sukarnem), tyto skupiny si však získaly sympatie některých složek nizozemské politiky, zejména levicových. K vlastní revoluci ale v té době nedošlo.

### Druhá světová válka
Když bylo v květnu 1940 Nizozemí obsazeno Německem, Nizozemská východní Indie se připojila ke Spojencům. Počátkem roku 1942 však byla Nizozemská východní Indie obsazena Japonskem. Japonští okupanti se k domácímu obyvatelstvu chovali velmi krutě, zejména se to ale týkalo osob nizozemského původu nebo nizozemsko-indonéských míšenců.

## Nezávislost

### Sukarno a občanská válka

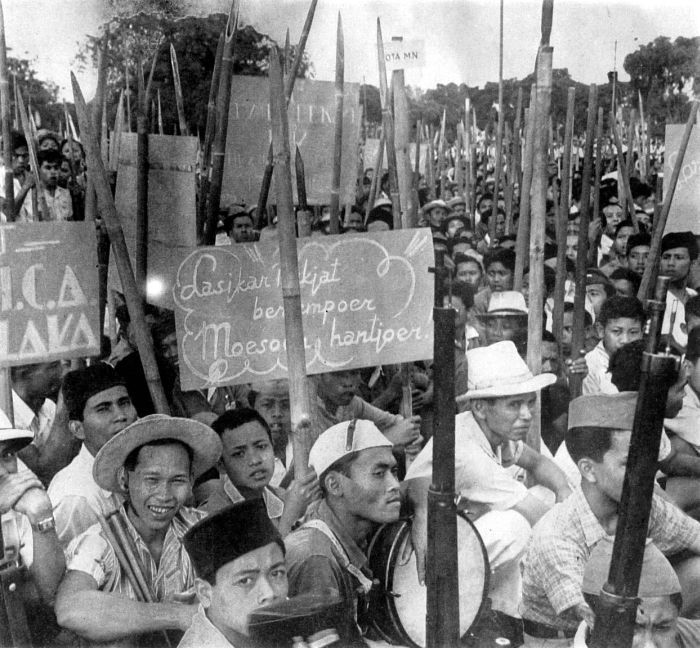
Povstalci vedení Sukarnem za Indonéské národní revoluce

17. srpna 1945 byla odbojovou organizací BPUPKI (volně přeloženo Indonéský výbor - vedený Sukarnem) vyhlášena jednostranně nezávislost. Nizozemci se však pokusili indonéské ostrovy, které patřily do nizozemské koloniální říše před druhou světovou válkou, znovu ovládnout. Národní strana Indonésie vedená Sukarnem se jim však postavila na odpor a zahájila ozbrojený boj zvaný dnes indonéská národní revoluce. Koncem roku 1945 Britové zprostředkovali mír a byly vytvořeny Spojené státy indonéské, s omezeným nizozemským vlivem. Nizozemci se s ním však nespokojili a roku 1947 provedli tzv. „policejní razii“, kterou chtěli zemi znovu ovládnout. Pod tlakem OSN bylo v prosinci 1947 uzavřeno příměří. V roce 1948 v zemi vypuklo komunistické povstání. Sukarno se ho rozhodl potlačit, avšak Nizozemci situace přesto využili k nové intervenci. Dobyli Džakartu a uvěznili Sukarnovu vládu. To však vyvolalo silnou kritiku ze světa, která Nizozemce přinutila k jednání na haagské konferenci. Tam byla v roce 1949 dosažena dohoda a Indonésie získala nezávislost. V čele nového státu stanul Sukarno. Tím zanikla Nizozemská východní Indie. Nizozemci udrželi moc jen v části ostrovů, která byla zvána Nizozemská Nová Guinea, avšak jen do roku 1962. V roce 1963 byla i tato oblast připojena k Indonésii.
Jedním z teritoriálních problémů, které musela vláda nového státu řešit byly Jižní Moluky, které měly silnou kalvínskou tradici. Místní křesťané se po vzniku nového státu začali obávat nadvlády muslimů. Proto vyhlásili 25. dubna 1950 nezávislost Republiky Jižní Moluky, prezidentem se stal Chris Soumokil. Následovala invaze indonéské armády, která na podzim 1950 obsadila hlavní město Ambon. Vláda se pak přesunula na ostrov Seram. Po dalších bojích byla v říjnu 1952 oficiálně oznámena likvidace jihomoluckého státu. Část jeho příznivců emigrovala do Nizozemska, kde bývalí vojáci dostali občanství, zbytek přešel k partyzánskému boji. Odpor byl definitivně zlomen v roce 1963, kdy byl zajat Soumokil, který byl v roce 1966 popraven. Neklid v provincii se však pravidelně vrací. Mírnějším problémem byl Východoindonéský stát, vyhlášený roku 1946, jemuž Sukarno nejdříve udělil v rámci Indonésie autonomii, ale tu nakonec rychle zrušil.
Sukarnova vláda byla silně diktátorská, balancující mezi tehdy silnými militaristy, radikálními muslimy a komunisty. V rámci studené války patřil Sukarno k hlavním představitelům hnutí nezúčastněných států a roku 1955 také uspořádal v Indonésii Bandungskou konferenci, která toto hnutí do značné míry iniciovala. V roce 1958 byl učiněn pokus Sukarna zdiskreditovat pornografickým filmem a donutit jej odstoupit, ale naproti očekávání se Sukarno u moci udržel.
Právě militaristé a komunisté byli příčinou Indonéské občanské války v letech 1965 – 1966. Levicoví důstojníci se pokusili o puč, zavraždili šest vedoucích důstojníků armády. Ale ta puč potlačila. Pravicoví militaristé vedení generály Suhartem a Nasutionem a podporovaní CIA se s částí armády pokusili svrhnout prezidenta Sukarna. Sukarnovi ale zůstala věrná část armády a komunisté, tento konflikt měl za následek občanskou válku. Suhartem prováděná taktika spálené země měla za následek obrovské ztráty, kolem milionu lidí.

### Suharto
V roce 1967 se Sukarno vzdal prezidentské funkce ve prospěch generála Suharta. Ten nastolil takzvaný Orde Baru (Nový řád), snažil se získávat investice ze zahraničí. Jeho více než třicetiletá vláda (1967 – 1998) byla sice ekonomicky velmi úspěšná, zejména díky industrializaci Indonésie, přispělo ale k polarizaci společnosti na hrstku bohatých západních společností a milionů lidí nabízející jim levnou pracovní sílu, který trvá dodnes. Suhartův režim byl velmi autoritativní, téměř fašistický, ale příznivý k velkým korporacím a investorům. Postupně, v důsledku čím dál větší zkorumpovanosti a také asijské ekonomické krize stoupala nespokojenost občanů s jeho vládou. V důsledku občanských protestů byl 21. května 1998 donucen k rezignaci, prezidentem se stal Jusuf Habibie.

### Současnost
Indonésie se stala demokratickým státem, v demokratické vládě se vystřídalo několik prezidentů (a jedna prezidentka). Současným indonéským prezidentem je Joko Widodo.
Levná práce, práce dětí a selhávající sociální infrastruktura patří nadále mezi hlavní problémy země.